# Quattuor abhinc annos

Quattuor abhinc annos est une lettre circulaire du 3 octobre 1984 adressée par la Congrégation pour le culte divin aux présidents des conférences épiscopales, concernant « le problème des prêtres et des fidèles attachés à ce que l'on appelle le "rite tridentin" ».  
Par cette lettre la Congrégation informe que le pape Jean-Paul II, en considération de la persistance de cet attachement, autorise chaque évêque diocésain à permettre aux prêtres et aux fidèles qui lui en font demande de célébrer la messe en utilisant l'édition 1962 du Missel romain.

## Conditions
L'octroi de cette permission est soumis à quatre conditions :
1. « Qu’il soit bien clair que ces prêtres et ces fidèles n’ont rien à voir avec ceux qui mettent en doute la légitimité et la rectitude doctrinale du Missel Romain promulgué par le Pape Paul VI en 1970 et que leur position soit sans aucune ambiguïté et publiquement reconnue »
2. Que les célébrations soient uniquement pour les groupes qui en font demande et dans les lieux et selon l'horaire déterminés par l'évêque (et pas dans les églises paroissiales sauf cas exceptionnels)
3. Que les célébrations suivent l'édition 1962 et soient en latin
4. Qu'on ne mélange pas les textes des éditions 1962 et 1970

## Réactions
En beaucoup d'endroits dans le monde on organise des groupes qui obtiennent des évêques la permission requise, mais d'autres rencontrent de la part des évêques un rejet total en dépit des exhortations du Saint-Siège (du pape Jean-Paul II, surtout dans son motu proprio Ecclesia Dei du 2 juillet 1988, et des cardinaux présidents de la Commission pontificale Ecclesia Dei) de concéder la permission de façon « large et généreuse ». Des instituts tels comme la Fraternité sacerdotale Saint-Pierre, l'Institut du Christ Roi Souverain Prêtre et l'Administration apostolique personnelle Saint-Jean-Marie-Vianney adoptent comme propres l'édition 1962 du Missel romain et les autres livres liturgiques de la même époque.

## Abolition
Quattuor abhinc annos est explicitement remplacé par le motu proprio Summorum Pontificum du 7 juillet 2007, qui déclare qu'aux messes célébrées sans le peuple tout prêtre de l'Église latine – indépendamment du rite liturgique (romain, ambrosien, cartusien ...) dans lequel il célèbre normalement – peut utiliser ou le missel de 1962 ou le missel revisé après la Concile Vatican II. Aussi aux messes célébrées avec le peuple le missel de 1962 peut être utilisé, avec l'autorisation du recteur de l'église, là où il existe « un groupe stable de fidèles attachés à la tradition liturgique antérieure». On ne demande plus la permission de l'ordinaire local et on n'ímpose plus les quatre conditions posées par Quattuor abhinc annos.